# جارد ستراود
جارد ستراود (بالإنجليزية: Jared Stroud)‏ هو لاعب كرة قدم أمريكي في مركزي الوسط والهجوم، ولد في 10 يوليو 1996 في تشيستر في الولايات المتحدة. لعب مع نادي أوستن ونيو يورك ريد بولز 2 ونيويورك ريد بولز.

## وصلات خارجية
- جارد ستراود على موقع الدوري الأمريكي (الإنجليزية)
- جارد ستراود على موقع قاعدة بيانات كرة القدم.إي يو (الإنجليزية)
- جارد ستراود على موقع Soccerway.com (الإنجليزية)
- جارد ستراود على موقع عالم كرة القدم.نت (الإنجليزية)